# Cacophony
Cacophony je američki heavy metal sastav kojeg su osnovali Jason Becker i Marty Friedman. Glazba sastava je bila poznata po elementima neoklasičnog metala, speed metala, te svirci dvojice gitarista shred metala. Sastav se razišao 1989. godine, nakon što se Becker priključio sastavu Davida Lee Rotha, a Friedman Megadethu.

## Povijest
Prvi album Speed Metal Symphony izdan je 1987. godine. Naslovnom skladbom "Speed Metal Symphony"" dominirale su kombinacije brze ritam gitare i vrlo brzih solaža. Takvu glazbu je bilo moguće uspoređivati samo s malobrojnim gitaristima, a najpoznatiji među njima je Yngwie Malmsteen. 
Drugi album Go Off! (izdan 1988.) bio je komercijalni promašaj, ali unatoč tome, sastav je imao kultno sljedbeništvo. Na tom albumu su svirali novi basist i bubnjar, te je više od prethodnog bio orijentiran pjesmama i melodijama, a ne samo pokazivanju sviračkog umijeća.

## Članovi sastava
- Peter Marrino - vokali
- Marty Friedman - gitara
- Jason Becker - gitara
- Jimmy O'Shea - bas-gitara
- Atma Anur - bubnjevi
- Craig Swain - bas-gitara
- Dean Castronovo - bubnjevi
- Kenny Stavropoulos - bubnjevi

## Diskografija
- Speed Metal Symphony (1987.)
- Go Off! (1988.)